# Associazione delle famiglie dei prigionieri e desaparecidos saharawi
L'Associazione delle famiglie dei prigionieri e desaparecidos saharawi prende il nome dall'acronimo spagnolo dell'associazione stessa: Asociación de Familiares de Presos y Desaparecidos Saharauis (AFAPREDESA).

## Cosa portò alla sua nascita
Nasce come risposta civile e non violenta alla situazione critica del rispetto dei diritti umani nata con l'invasione marocchina del Sahara Occidentale. Si mosse sulla particolarità locale, ovvero la presenza degli spariti, numerosi nella prima parte dell'occupazione e con pochi riemersi da questa condizione, come Aminatou Haidar riapparsa dopo oltre quattro anni di totale assenza di sue notizie. La presenza di una forte presenza della tortura dal 1975 ai giorni nostri e, particolare di questa associazione, l'angoscia dei parenti delle vittime.
La pratica della sparizione, non colpisce solo le vittime dirette, ma anche i familiari che subiscono una tortura psicologica nel non sapere se i loro cari sono ancora vivi (la speranza) o morti (la disperazione), a questo si aggiunge l'incertezza delle possibili condizioni di incarceramento. È casuale che la comune lingua spagnola dei Saharawi bilingue abbia coniato il termine desaparecidos negli stessi anni in America Latina. Paesi come quelli del cono sud: Argentina, Cile, ed Uruguay hanno iniziato assieme ai Saharawi a subire questa tortura psicologica subita dai parenti. L'AFAPREDESA anticipò di trenta anni il giudizio espresso dal giudice spagnolo Bartle, che, nella richiesta di estradizione per Augusto Pinochet, definisce come "tortura psicologica" la situazione subita dai familiari, lo stesso è confermato dagli psicologi clinici che assicurano che questo dolore è uno dei più insopportabili: Peor que la muerte, es la falta de certeza acerca de la misma (Peggiore della morte, è la mancanza di certezza della stessa).

## La fondazione

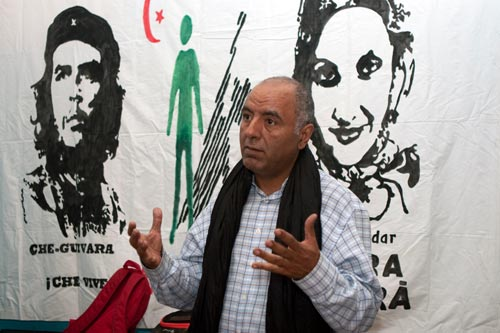
Abdeslam Omar Lahcen, Presidente dell'AFAPREDESA

L'AFAPREDESA si costituì il 20 agosto 1989 nei campi dei rifugiati di Tindouf. È l'unica Organizzazione non governativa Saharawi per la difesa dei diritti umani riconosciuta dalla Repubblica Democratica Araba dei Sahraui (RASD). L'AFAPREDESA ha due sedi, una a Bilbao in Spagna e l'altra a Tindouf in Algeria nei campi dei rifugiati.

### I contatti internazionali
L'AFAPREDESA è membro della  Federazione delle associazioni dei familiari dei desaparecidos (FEDEFAM), membro osservatore della  Commissione africana dei diritti umani, partecipa alle commissioni e subcommissioni dei diritti umani dell'ONU a Ginevra e lo stesso per l'Organizzazione dell'unità africana  in cui la RASD è membro fondatore e collabora con il Parlamento europeo.
Nonostante che in Marocco sia dichiarata fuorilegge opera sia nei territori occupati sia in Marocco.
Strette sono le collaborazioni con le associazioni che si occupano di diritti umani, sia specializzate sul Sahara Occidentale, come il BIRDHSO (Bureau International pour le Respect des Droits de l'Homme au Sahara Occidental) sia con scenari mondiali come Amnesty International.

## L'attuale stile di comunicazione
L'AFAPREDESA usa un sito internet in quattro lingue (spagnolo, inglese, arabo e francese) in cui ha nelle pagine dinamiche un notiziario continuo sui temi per cui opera e una organizzazione delle azioni pubbliche in cui a volte coinvolge i lettori del sito. Nella parte più statica mette ed organizza tutte le notizie riguardanti la sua storia, i propri scopi le liste dei torturati e spariti e, mutuandola da altre organizzazioni, l'adozione simbolica da parte di gruppi di sostegno dei desaparecidos Saharawi
È recente l'utilizzo delle comunità che condividono filmati ed immagini come ad esempio il sito di Dailymotion che permette di condividere filmati
Sul sito è aperto anche un blog nelle quattro lingue con l'obiettivo di comunicare notizie ed avere denunce di fatti non conosciuti. Il blog più frequentato è quello in lingua araba ed offrono della possibilità di fruirli in RSS.